# António Severim de Noronha
António José Severim de Noronha, 1. vévoda z Terceira, 1. markýz z Vila Floru (18. března 1792 Lisabon – 26. dubna 1860 Lisabon) byl portugalský předseda vlády, důstojník a vůdce konstitucionalistické strany během Liberálních válek.

## Život
António José de Sousa Manuel de Meneses Severim de Noronha se narodil v Lisabonu jako prvorozený syn Antónia de Noronha, 6. hraběte z Vila Floru, a Marie José de Mendonça, 6. dcery hraběte z Vale de Reis. Narodil se do jedné z nejstarších a nejbohatších rodin v Portugalsku, jejíž majetek v roce 1795 po smrti otce zdědil, když mu byly pouhé dva roky. Byl určen k životu u dvora a dostal typické vzdělání portugalské vysoké šlechty té doby, zahrnující vojenské umění a politiku. V roce 1797, ve věku necelých čtyř let, obdržel doporučení do Řádu Krista. Později ve věku 12 let složil řeholní sliby (jako bratr Řádu) v klášteře Nossa Senhora da Luz.
Mezitím se 10. února 1802 devítiletý António José připojil ke 4. pluku jízdy jako kadet a byl 24. června 1807 povýšen na praporčíka. V této funkci byl, když 20. listopadu 1807 do země vtrhla francouzská vojska pod velením Jeana-Andoche Junota a zahájila poloostrovní válku. Noronha se nechtěl podrobit Francouzům, a proto rezignoval na svou funkci v armádě.
Po vyhnání francouzských sil se Noronha vrátil do armády ve stejné pozici, kterou zastával v době svého odchodu. 6. prosince 1809 byl povýšen na poručíka, později na kapitána 5. roty 4. pluku jízdy. Během tohoto období, které odpovídalo pozdějším fázím poloostrovní války, se aktivně účastnil tažení.
5. srpna 1811 se Noronha oženil se svou sestřenicí Marií José do Livramento e Melo, dcerou markýze ze Sabugosa, čímž posílil své spojenectví s hlavními rodinami vysoké šlechty. Z tohoto manželství měl syna, který se stal 7. hrabětem z Vila Flor, ale zemřel v 15 měsících.
Začal sloužit jako adjutant pod generálem Antóniem Josém de Miranda Henriques, 1. vikomtem ze Sousel, a po 26. březnu 1813 pod maršálem Williamem Carr Beresfordem, tehdejším vrchním velitelem portugalské armády. Byl povýšen na majora a vyznamenal se během pyrenejských tažení, zejména v bitvě u Vitorie, za což měl tu čest být vyslán jako kurýr do Londýna oznámit vítězství. Byl velmi chválen Arthurem Wellesleym, pozdějším vévodou z Wellingtonu, v dopise napsaném budoucímu králi Janu VI., tehdejšímu princi regentovi, když generál popisoval triumf. Přijel jako posel portugalského vítězství, byl nadšeně přivítán a chválen, a také okamžitě povýšen na podplukovníka (srpen 1813). Po návratu do Portugalska po Pyrenejské válce (bylo mu 22) byl povýšen na plukovníka a v prosinci 1815 dekorován rytířem Řádu věže a meče za svou statečnost během tažení.

### Liberální války
Během liberálních válek Noronha držel ostrov Terceira na Azorách pro právoplatnou královnu Marii II., když její strýc Michal Portugalský v roce 1828 uzurpoval portugalský trůn. Byl pak vůdcem armády Petra IV. Portugalského, bývalého císaře Brazílie a krále Portugalska, otce královny Marie II., během jeho pokusu porazit uzurpátora, a s ním vydržel obléhání Porta v letech 1832–1833. Po bitvě u Ponte Ferreira 23. července 1832 nabídl rezignaci na post velitele, ale byl potvrzen a povýšen na vévodu z Terceira.
V červenci 1833, poté co byl se svou polovinou armády přepraven do Algarve admirálem Charlesem Napierem, zvítězil v bitvě u Almady, která přinutila miguelisty opustit Lisabon, a s vévodou ze Saldanha vedl závěrečné tažení proti Michalovým silám a způsobil jim konečnou porážku v bitvě u Asseiceira.

## Pozdější život
Po liberálním triumfu v roce 1834 byl čtyřikrát předsedou vlády Portugalska. Jeho první funkční období trvalo od dubna do září 1836, kdy se připojil k cartistickému povstání vévody ze Saldanha; jejich síly byly poraženy armádou hraběte z Antas. Opět sloužil jako předseda vlády od roku 1842 do roku 1846, několik dní v dubnu–květnu 1851 a od března 1859 až do své smrti 26. dubna 1860. Na pohřbu vévody z Wellingtonu nesl Wellingtonovu maršálskou hůl portugalské armády.